# Pelegrina bunites
Espèce
Pelegrina bunites est une espèce d'araignées aranéomorphes de la famille des Salticidae.

## Distribution
Cette espèce se rencontre au Mexique dans les États d'Oaxaca, de Durango et de Chihuahua et aux États-Unis en Arizona,,.

## Description
Les mâles mesurent de 3,4 à 4,6 mm et les femelles de 3,6 à 4,7 mm.

## Publication originale
- Maddison, 1996 : Pelegrina Franganillo and other jumping spiders formerly placed in the genus Metaphidippus (Araneae: Salticidae). Bulletin of the Museum of Comparative Zoology, vol. 154, no 4, p. 215-368 (texte intégral).